# Maria Kotarba

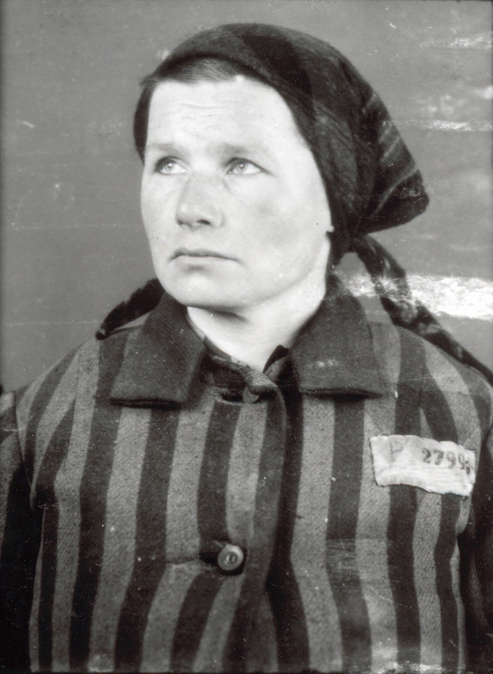
Maria Kotarba, Auschwitz 1943

 Maria Kotarba (* 4. September 1907 in Obłazy Ryterskie, Polen; † 30. Dezember 1956 in Owczary, Polen) war eine polnische Widerstandskämpferin. Sie war eine Kurierin in der polnischen Widerstandsbewegung. Als politische Gefangene wurde sie 1943 nach Auschwitz deportiert. Am 18. September 2005 wurde sie von Yad Vashem als Gerechte unter den Völkern anerkannt.

## Leben und Werk

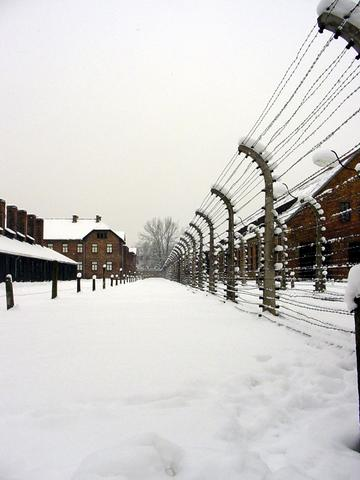
Blick auf Auschwitz I

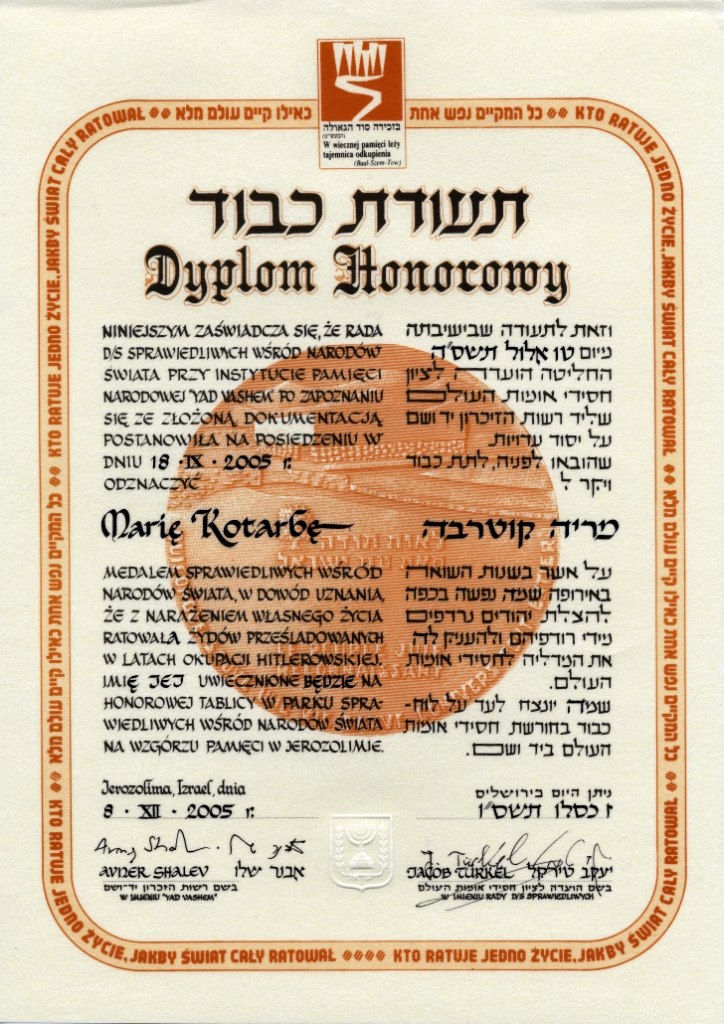
Bild von Maria Kotarbas Diplom „Gerechter unter den Völkern“, verliehen von Yad Vashem, Jerusalem, 2005

Kotarba stammte aus einer Bauernfamilie, in der sie seit ihrer frühen Kindheit arbeitete. Sie schloss sich nach dem deutschen Angriff auf Polen im September 1939 der Widerstandsbewegung an. Als Kurierin überbrachte sie die Nachrichten für die polnischen Partisanengruppen. Sie wurde verhaftet, als ein Informant der Gestapo sie denunzierte. Nach ihrer Verhaftung wurde sie in das Gefängnis in Tarnów gebracht und am 6. Januar 1943 als politische Gefangene in das KZ Auschwitz deportiert. Im Lager arbeitete sie weiterhin als Kurierin für die Widerstandsbewegung. Als politische Gefangene arbeitete sie im Gartenkommando Rajsko und schmuggelte Gemüse zurück in das Lager.
Sie rettete das Leben von Helena Maria (Lena) Mankowska (geb. Bankier), die am 20. November 1922 in Warschau geboren wurde und dort mit ihrem Ehemann Symcha Mankowski gelebt hatte. Mankowska und deren Ehemann wurden während der ersten Aktion, die vom 5. bis 12. Februar 1943 im Ghetto stattfand, aus dem Ghetto Białystok nach Auschwitz deportiert. Symcha Mankowski wurde sofort ermordet, während seine Frau in das Frauenlager gebracht wurde. Polnische Mithäftlinge, die als Angestellte arbeiteten, meldeten, dass es sich bei ihr um eine polnische politische Gefangene handelte, die fälschlicherweise für eine Jüdin gehalten wurde. Mankowska verdankte ihr Leben der kontinuierlichen Hilfe und Unterstützung von Kotarba. Sie veranlasste, dass Mankowska, die mit dem manuellen Kiesabbau beauftragt wurde, leichtere Aufgaben übernehmen konnte.
Kotarba half auch Mankowskas Schwester und anderen jüdischen Gefangenen. Im Januar 1945 schloss sich Kotarba einem Todesmarsch an, um der heranrückenden Roten Armee zu entgehen. Sie und Mankowska kamen getrennt im Konzentrationslager Ravensbrück an. Sie half Mankowski weiterhin, als sie im Februar 1945 in das Außenlager Neustadt-Glewe transportiert wurden.
Nachdem die Rote Armee sie am 2. Mai 1945 befreit hatte schützte Maria Lena vor sexuellen übergriffen sowjetischer Soldaten. Später trennten sie sich; Maria kehrte nach Polen zurück während Lena nach Paris reiste. Nach der Befreiung kehrte Kotarba in ihre Heimat Polen zurück. Lena Mankowska heiratete den polnischen Offizier Władysław Łakomy und lebte in Großbritannien. Mankowska versuchte nach dem Krieg erfolglos, Maria Kotarba zu finden, bis sie 1997 erfuhr, dass diese 1956 an Krebs gestorben war.
Im September 2005 erkannte Yad Vashem Maria Kotarba als Gerechte unter den Völkern an. Die posthume Verleihung des Titels Gerechte unter den Völkern der Welt an Maria Kotarba fand am 24. Oktober 2006 in der polnischen Botschaft in London statt. Das Gedenkinstitut Yad Vashem in Jerusalem verlieh die Auszeichnung als Anerkennung für die von ihr geleistete Hilfe für Juden während ihrer Inhaftierung in Konzentrationslagern während des Zweiten Weltkriegs. Verwandte von Maria Kotarba nahmen die Medaille in ihrem Namen entgegen.